# Winona (Missisipi)
Winona – miasto w Stanach Zjednoczonych, w stanie Missisipi, siedziba administracyjna hrabstwa Montgomery.